# Ngawang Chökyi Gyaltsen
Ngawang Chökyi Gyaltsen  (ca. 1571/1575 - ca. 1625/1629) was een Tibetaans geestelijke.
Hij was de vierendertigste Ganden tripa van 1623 tot ca. 1627/1628 en daarmee de hoofdabt van het klooster Ganden en hoogste geestelijke van de gelugtraditie in het Tibetaans boeddhisme.